# Admontia offella
Admontia offella là một loài ruồi trong họ Tachinidae.